# Мілоциці (Малопольське воєводство)
Мілоциці (пол. Miłocice) — село в Польщі, у гміні Сломники Краківського повіту Малопольського воєводства.
Населення — 874 особи (2011).
У 1975—1998 роках село належало до Краківського воєводства.

## Демографія
Демографічна структура станом на 31 березня 2011 року:
|          | Загалом | Допрацездатний вік | Працездатний вік | Постпрацездатний вік |
| -------- | ------- | ------------------ | ---------------- | -------------------- |
| Чоловіки | 414     | 75                 | 301              | 38                   |
| Жінки    | 460     | 99                 | 291              | 70                   |
| Разом    | 874     | 174                | 592              | 108                  |